# Regenbogenkoalition
Als Regenbogenkoalition wird eine Regierungskoalition vieler, ideologisch unterschiedlicher Parteien bezeichnet. Solche Koalitionsregierungen kommen in Deutschland zum Teil auf kommunaler Ebene vor, während auf nationaler Ebene stabilere Koalitionen wie eine Große Koalition bevorzugt werden. In anderen Ländern hat es aber auch schon Regenbogenkoalitionen auf nationaler Ebene gegeben.

## Deutschland

### Auf Länderebene
Von 1954 bis 1957 führte Wilhelm Hoegner in Bayern eine Koalition aus SPD, Bayernpartei, BHE und FDP unter Ausschluss der CSU, die stärkste Partei war. Hoegner war damit der bislang einzige bayerische Ministerpräsident seit 1945, der nicht der CSU angehörte. Die Bezeichnung „Regenbogenkoalition“ war damals noch nicht üblich, Hoegners „buntscheckige“ Viererkoalition wurde aber fünfzig Jahre später als Vorbild für eine solche angeführt.
Vor der Landtagswahl in Bayern 2008, bei der die CSU ihre absolute Mehrheit verlor, kam eine Koalition aus SPD, Bündnis 90/Die Grünen, den Freien Wählern und der FDP ins Gespräch. Während dies das erklärte Wahlziel der SPD war, um mit Franz Maget den Ministerpräsidenten zu stellen, schloss die FDP solch ein Bündnis aus und bildete nach der Wahl im Rahmen einer schwarz-gelben Koalition eine Regierung mit der CSU unter Horst Seehofer.
Nach der Landtagswahl in Bayern 2018 hätte laut Umfragewerten vor der Wahl rechnerisch ebenfalls eine Koalition aus vier Parteien möglich sein können. Diese potentielle Koalition hätte aus den Grünen, den Freien Wählern, der SPD und der FDP bestanden, wobei die Grünen erstmals den Ministerpräsidenten in Bayern hätten stellen können. Der Spitzenkandidat der Freien Wähler, Hubert Aiwanger, schloss allerdings die Bildung einer solchen Koalition im Vorfeld aus. Das Wahlergebnis erbrachte den vier Parteien allerdings nur 98 der 205 Mandate, sie hätten also keine absolute Mehrheit gehabt.

### Auf kommunaler Ebene
Auf kommunaler Ebene sind Regenbogenkoalitionen deutlich häufiger anzufinden als auf Länderebene. So wurde München von 1996 bis 2014 von einer Regenbogenkoalition aus SPD, Bündnis 90/Die Grünen und Rosa Liste regiert. Nachdem diese Regierungskonstellation nach der Stadtratswahl 2014 ihre Mehrheit verloren hatte, wurde unter anderem eine Einbeziehung der ÖDP und der Linkspartei in das Bündnis diskutiert, entsprechende Verhandlungen scheiterten jedoch schlussendlich und es kam zu einer Großen Koalition. Unter Paul Wengert wurde Augsburg von 2002 bis 2008 von einer Regenbogenkoalition geführt (SPD, Grüne, FBU, ÖDP und Freie Wähler). In Osnabrück besteht ein solches Bündnis aus SPD, Grünen, Linken, Piraten, Unabhängiger Wählergemeinschaft und FDP. Seit 2019 regieren im Landkreis Saarlouis SPD, Grüne, Linke und FDP im Rahmen einer Regenbogenkoalition.

## Belgien
Nach der Parlamentswahl in Belgien 1999 bildete Guy Verhofstadt eine Koalition aus jeweils flämischen und wallonischen Liberalen, Sozialisten und Grünen (Regierung Verhofstadt I). Die Christdemokraten, die seit 1958 ununterbrochen an der Regierung beteiligt gewesen waren, mussten somit in die Opposition gehen. Dieses Bündnis wurde von wallonischen Medien als Regenbogen-Koalition (coalition arc-en-ciel) bezeichnet, während in Flandern die Bezeichnung „lila-grüne“ Koalition (paars-groen) geläufiger war (lila ist die Mischfarbe aus dem Blau der Liberalen und dem Rot der Sozialisten). Die Regenbogenkoalition amtierte bis 2003, dann folgte eine „lila“ Koalition aus Liberalen und Sozialisten, ohne die Grünen.
In der seit Oktober 2020 amtierenden Regierung De Croo sind sieben Parteien vertreten: jeweils flämische und wallonische Liberale, Sozialisten und Grüne sowie die flämischen Christdemokraten. Da sie erstmals Parteien aus vier politischen Richtungen vereint, wird sie in Anlehnung an den Komponisten der Vier Jahreszeiten auch „Vivaldi-Koalition“ genannt.

## Finnland
In Finnland sind Regenbogen-Koalitionen (finnisch sateenkaarihallitus) – in wechselnder Zusammensetzung – häufig anzutreffen. Paavo Lipponen bildete von 1995 bis 2003 zwei Regierungen (Kabinett Lipponen I und Kabinett Lipponen II) aus Sozialdemokraten, Nationaler Sammlungspartei (Konservative), Linksbund und der Schwedischen Volkspartei (zudem bis 2002 mit den Grünen).
Matti Vanhanen bildete ab 2007 ebenfalls ein Regenbogen-Bündnis aus der Zentrumspartei, der Nationalen Sammlungspartei, den Grünen und der Schwedischen Volkspartei (Kabinett Vanhanen II), dieses wurde ab 2010 bis zur Wahl 2011 von Mari Kiviniemi übernommen.
Nach der Wahl von 2011 bildete Jyrki Katainen von der Nationalen Sammlungspartei eine Koalition mit den Sozialdemokraten, den Grünen, dem Linksbund, den Christdemokraten und der Schwedischen Volkspartei (Kabinett Katainen), um eine Regierungsbeteiligung der Basisfinnen, welche zur drittstärksten Kraft erstarkt waren, zu verhindern. Anfang 2014 trat das Linksbündnis aus der Regierung aus. Von Juni 2014 bis Mai 2015 wurde die Regierung unter Alexander Stubb fortgeführt (Kabinett Stubb). Nach der Parlamentswahl 2015 endete die Regenbogenkoalition und die Basisfinnen traten in die Regierung ein.

## Irland
In Irland wurde die von 1994 bis 1997 amtierende Regierung aus Fine Gael, Labour Party und Democratic Left unter John Bruton als Rainbow coalition bezeichnet.

## Italien

Das Logo der Mitte-links-Koalition L’Unione zeigt einen stilisierten Regenbogen.

Die von 2006 bis 2008 in Italien amtierende zweite Mitte-links-Regierung Romano Prodis (L’Unione) setzte sich aus neun ideologisch sehr unterschiedlichen Parteien zusammen – von Christdemokraten und Sozialliberalen über Sozialdemokraten und Grüne bis hin zu Kommunisten – und kann als Regenbogenkoalition bezeichnet werden.

## Tschechien
Nach der Parlamentswahl in Tschechien 2006 kam eine Regenbogen-Koalition aus den beiden großen Parteien, der liberalkonservativen ODS und der sozialdemokratischen ČSSD, sowie der kleineren christdemokratischen KDU-ČSL als „Puffer“, ins Gespräch, um eine Beteiligung der Kommunisten (KSČM) zu verhindern. Obwohl eine solche Regierung vor der Wahl nicht ausgeschlossen und nach der Wahl ernsthaft besprochen wurde, bildete die ODS um Mirek Topolánek eine Minderheitsregierung mit KDU-ČSL und der grünen SZ. Diese hatte nur eine äußerst knappe Mehrheit, die sie Ende 2008 endgültig verlor. Während der folgenden Regierungskrise wurde abermals die Bildung einer Regenbogenkoalition erwogen, kam aber erneut nicht zustande.
Nach der Wahl 2013 wurde eine Koalition der ČSSD mit der KDU-ČSL und der populistischen ANO 2011  unter Premierminister Bohuslav Sobotka von der ČSSD ausgehandelt. Diese kann ebenfalls als Regenbogen- oder auch als „Toast“-Koalition bezeichnet werden.

## Estland und Lettland
Estland und Lettland haben instabile und stark fragmentierte Vielparteiensysteme. Hier ist es bereits mehrfach zur Bildung von Mehrparteienkoalitionen über die Grenzen der (ohnehin nur schwach ausgeprägten) politischen Lager hinweggekommen.
In Lettland waren dies insbesondere die beiden Kabinette des parteilosen Ministerpräsidenten Andris Šķēle 1995–97 sowie dasjenige von Guntars Krasts von der nationalkonservativen TB/LNNK 1997–98 (jeweils unter Einschluss von liberalem LC, TB und LNNK, die 1997 fusionierten, Bauernbund und Christdemokraten; die linke LVP schied im Februar 1997 aus, die linksliberale DPS im April 1998). Diese werden auch Regenbogenkoalition (lettisch varavīksnes koalīcijā) genannt. Unter der gleichen Bezeichnung wurde im Zusammenhang mit der Parlamentswahl 2014 über ein Bündnis aus der sozialdemokratischen Partei „Harmonie“, der liberalkonservativen „Einigkeit“, der Union der Grünen und Bauern und der konservativen Partei „Von Herzen für Lettland“ spekuliert. Diese galt allerdings von vornherein als wenig wahrscheinlich und kam auch nicht zustande.

## Chile

Die Concertación de Partidos por la Democracia wurde durch einen Regenbogen symbolisiert.

Die Concertación de Partidos por la Democracia aus Partido Demócrata Cristiano de Chile (Christdemokraten), Partido Socialista de Chile (Sozialisten), Partido por la Democracia (Sozialdemokraten) und Partido Radical (Linksliberalen) kann als „Regenbogenkoalition“ beschrieben werden. Sie wurde 1988 als Concertación de Partidos por el No gegründet und vereinte die Parteien, die beim Referendum 1988 für ein „Nein“ warben und damit gegen eine Verlängerung der Amtszeit von Augusto Pinochet eintraten. 
Die Concertación regierte Chile von 1990 bis 2010 unter den Präsidenten Patricio Aylwin und Eduardo Frei Ruiz-Tagle (beides Christdemokraten) sowie Ricardo Lagos und Michelle Bachelet (beides Sozialisten). Anschließend bildete sie die Opposition gegen eine Mitte-rechts-Regierung. Im Vorfeld der Wahlen 2013 wurde die Concertación vom Bündnis Nueva Mayoría abgelöst, das zusätzlich noch die Kommunistische Partei Chiles und die christlich-linke Kleinpartei Izquierda Ciudadana umfasste und bis 2018 die zweite Regierung Bachelets stellte. Das Bündnis zerbrach im Vorfeld der Präsidentschaftswahl 2017, zu der die Christdemokraten mit einer eigenen Kandidatin antraten.